# Risto Jarva

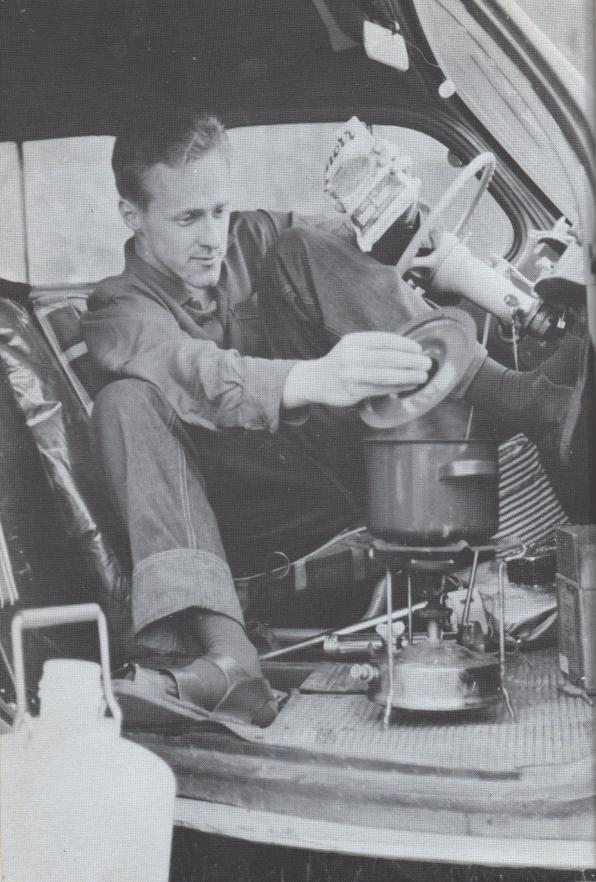
Jarva i mitten av 1950-talet

Risto Antero Jarva, född 15 juli 1934 i Helsingfors, död där 16 december 1977, var en finsk filmregissör.

## Liv och gärning
Risto Jarva utbildade sig till ingenjör inom kemi vid Tekniska högskolan i Helsingfors och började att göra filmer som del av studentlivet. Han var stilistiskt inspirerad av den franska nya vågen och införlivade vänsterpolitiska ämnen i filmerna. Han grundade redan vid denna tid produktionsbolaget Filminor som kom att stå bakom alla hans filmer. En arbetares dagbok från 1967 blev ett genombrott och har blivit kännetecknande för 1960-talets vänsterpolitiska film i Finland. Rosornas tid från 1969 är en framtidsskildring som behandlar teman från 1968 års studentrevolter. Även Bensin i blodet (1970), När himlen rasar (1972) och En mans krig (1973) är utpräglat samhällskritiska. Jarvas sista tre filmer, Mannen som inte kunde säga nej (1975), Solskenande (1976) och Harens år (1977), har även de politiska inslag, men är komedier och mer publiktillvända än de föregående. Jarva avled i en bilolycka 43 år gammal, på väg hem från premiärfesten för Harens år.

## Filmregi
- Dag eller natt (Yö vai päivä) (1962, med Jaakko Pakkasvirta)
- X-Baronen (X-Paroni) (1964, med Jaakko Pakkasvirta och Spede Pasanen)
- Lyckospelet (Onnenpeli) (1965)
- En arbetares dagbok (Työmiehen päiväkirja) (1967)
- Rosornas tid (Ruusujen aika) (1969)
- Bensin i blodet (Bensaa suonissa) (1970)
- När himlen rasar (Kun taivas putoaa...) (1972)
- En mans krig (Yhden miehen sota) (1974)
- Mannen som inte kunde säga nej (Mies, joka ei osannut sanoa ei) (1975)
- Solskenande (Loma) (1976)
- Harens år (Jäniksen vuosi) (1977)